# Tudoburg
Die Burgruine Tudoburg ist die Ruine einer Sporn- und Höhenburg mit einer großen getrennten Vorburg auf 615,8 m ü. NHN bei Honstetten im Hegau, einem Ortsteil von Eigeltingen im baden-württembergischen Landkreis Konstanz in Deutschland.

## Geographische Lage
An der Straße von Eckartsbrunn nach Honstetten, am Friedhof kurz vor dem Ortseingang von Honstetten, zweigt ein Weg nach Süden, Richtung Friedhof Honstetten, ab. Mit leichtem Gefälle führt er zu einem Waldstück als Teil des Krebsbach Tales mit einem Besucherparkplatz. Von hier aus, kann man schon einen kleinen bewachsenen Wall erkennen. Dieser gehört mit dem vorgelagerten Halsgraben, der zur Hälfte durch den neuzeitlichen Weg ins Krebsbachtal überlagert ist, zur großen Vorburg der Tudoburg. Zwei kurze Nord-Süd verlaufende, mäßig bis stark in die Landschaft eingeschnittene Bäche westlich und östlich der Burganlage, die in den südlich vorbeifließenden Krebsbach münden, bilden ein gut zu verteidigendes Plateau. Die eigentliche Hauptburg, als Spornburg gebaut, ist durch einen tiefen Halsgraben gegen die Vorburg zusätzlich gesichert und liegt malerisch über und in dem LSG Krebsbachtal.

## Geschichte
Die Ursprünge der Burg sind unbekannt. Als Erbauer werden die Herren von Honstetten zwischen 1050 und 1150 vermutet. Der ursprüngliche Name lautete Harperg oder Hardberg und wurde später nach Tuto von Wagenhausen in Tudoburg umbenannt.
1362 fiel die Burg an die Herren von Hewen. Als 1398 die Herrschaft Hewen an Österreich fiel, war auch die Tudoburg mit dabei.
1404 wiederum wurden die Grafen von Lupfen-Stühlingen die neuen Herren der Tudoburg. Nach deren Tod fiel die Burg 1582 an die Grafen von Pappenheim und durch Heirat wurden ab 1660 die Fürstenberger die neuen Besitzer.
1839 wurde die Burg zur Herrschaft Schloss Langenstein zugeschlagen. Die Grafen von Douglas erbten 1872 die Herrschaft Langenstein und wurden damit auch Besitzer der Tudoburg.
Der Zeitpunkt der Zerstörung der Tudoburg ist nicht bekannt, vor dem Dreißigjährigen Krieg war die Burganlage aber schon eine Ruine. Sie soll urkundlich schon 1563 nicht mehr bewohnt gewesen sein. Die Vorburg wurde ab 1588 landwirtschaftlich genutzt.

## Beschreibung

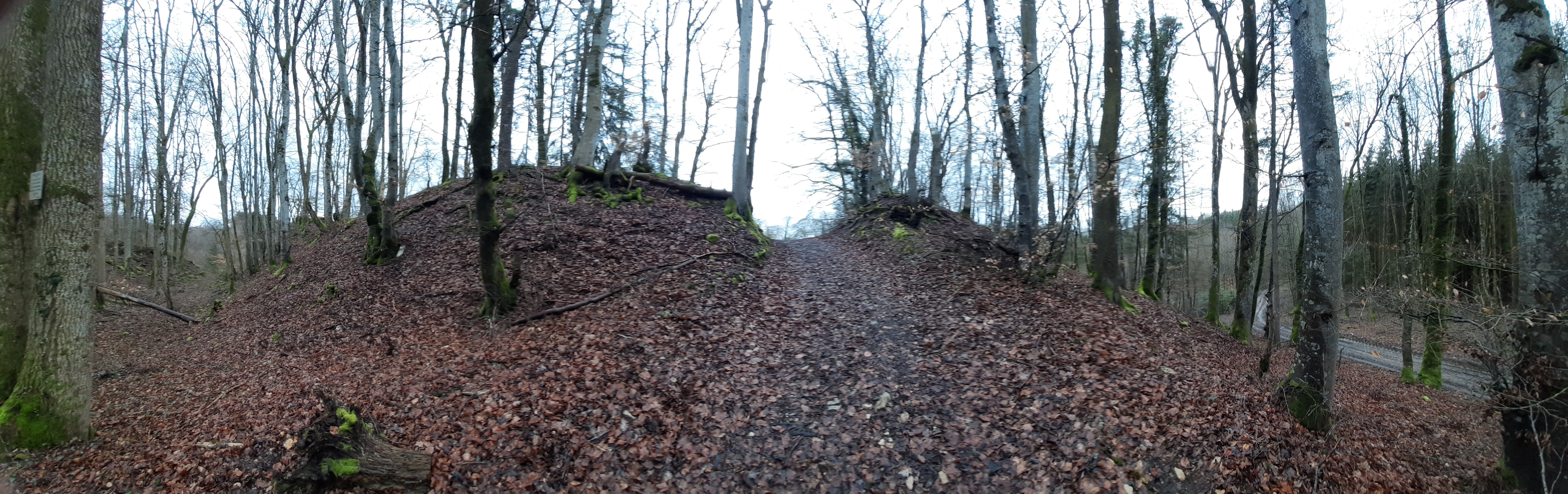
300° Panorama: Links Halsgraben (Nordseite), Mitte: Nordwall und heutiger Zugang; Rechts Weg ins Krebsbachtal
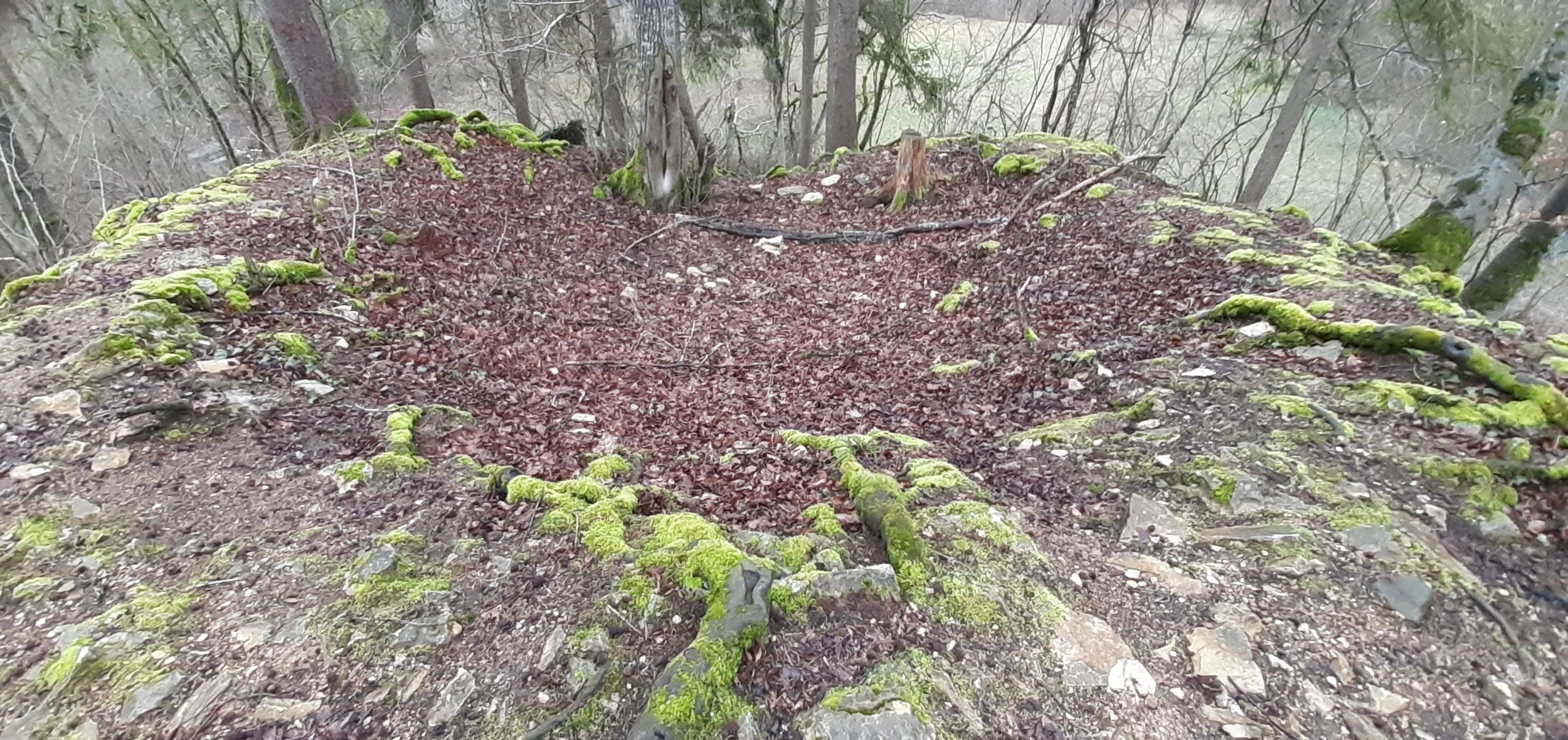
Blick vom Turmstumpf im Nordwall auf das Vorburggelände
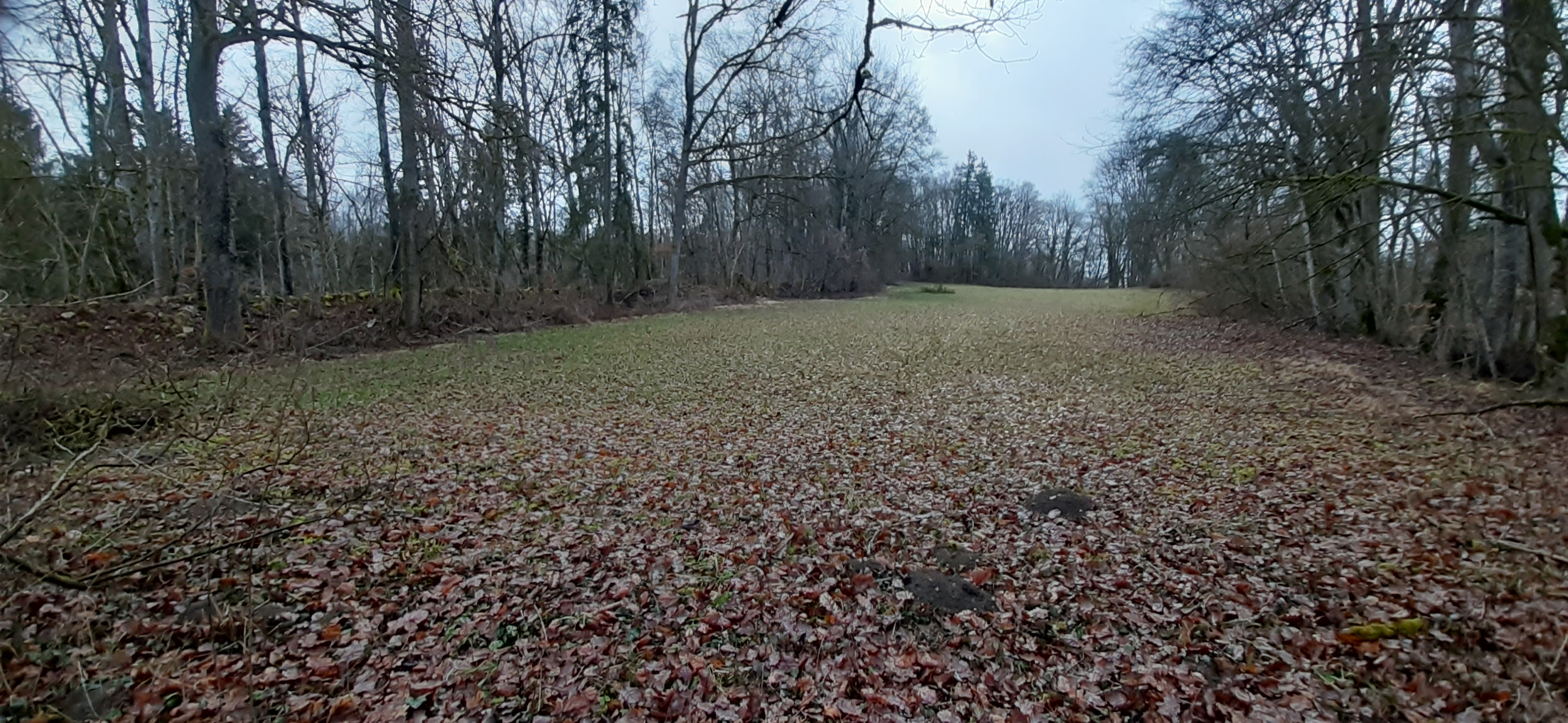
Vorburg von Süden; Links: vorgeschichtlicher Wall im Westen
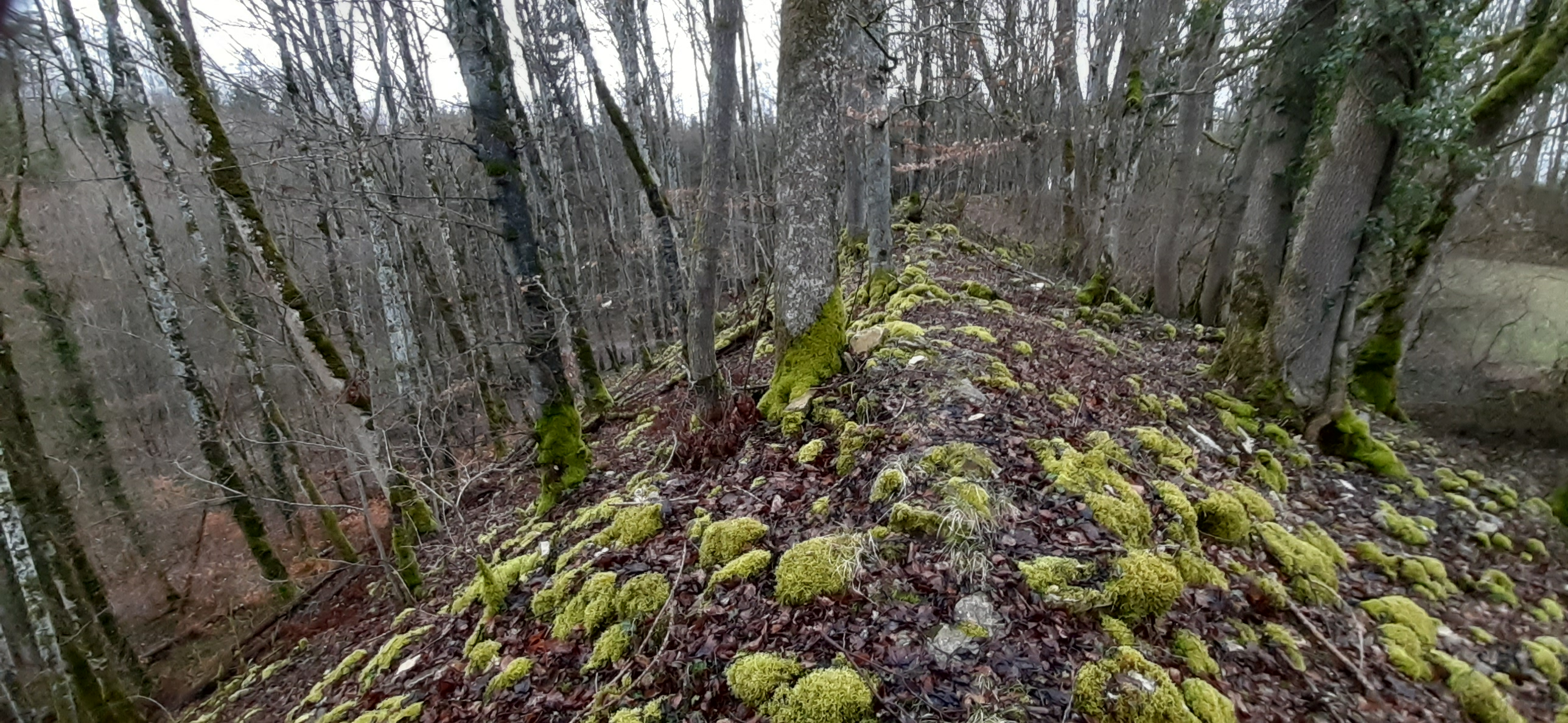
Blick nach Norden: vorgeschichtlicher Wall im Westen
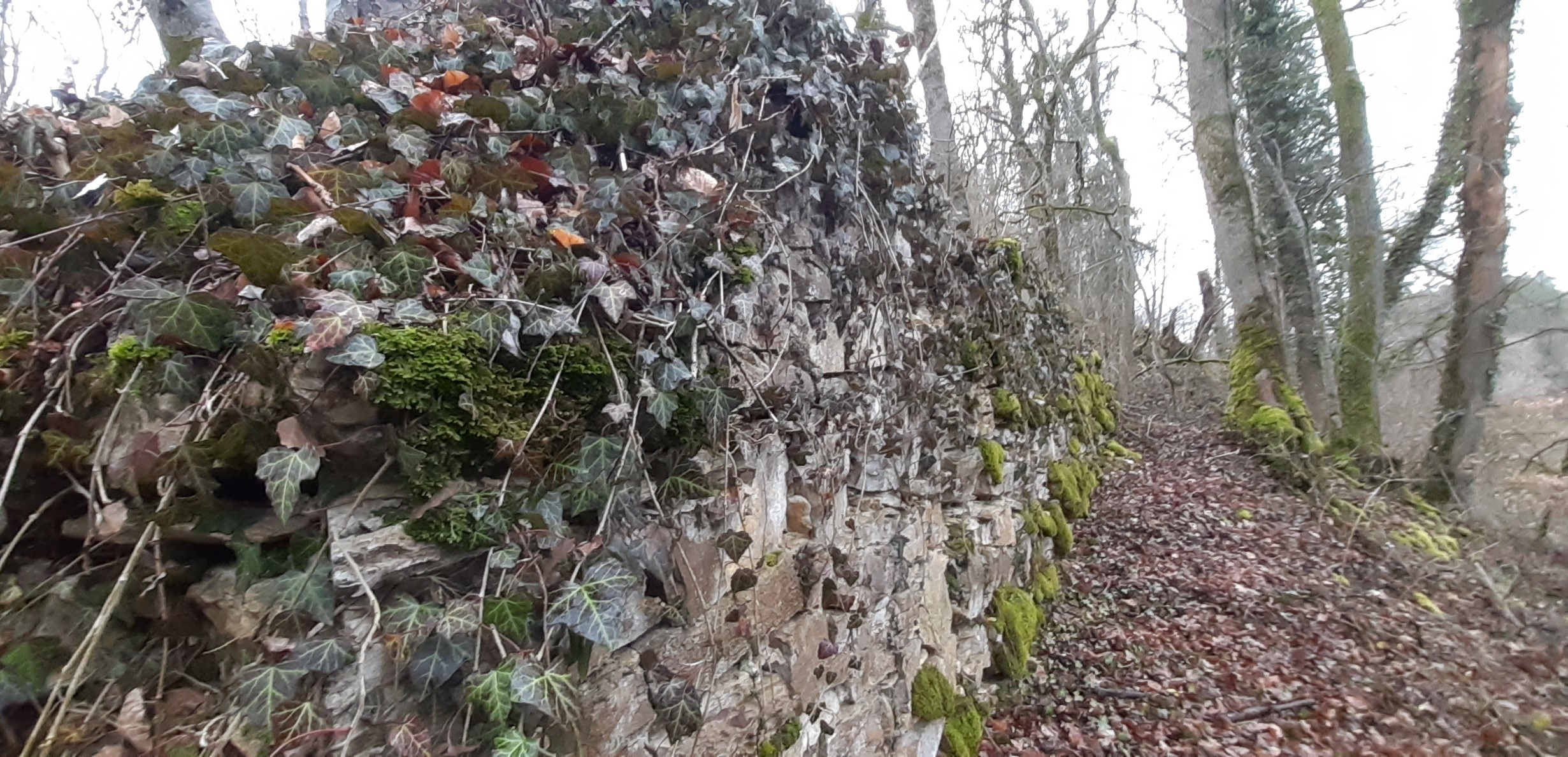
Mittelalterliche Ringmauer der Vorburg im Osten

Die Burganlage die von drei Seiten von eingeschnittenen Bachtälern und nach Norden von einem nur leicht zur Burg hin abfallendem Plateau umgeben ist, besteht aus der den großen Teil im Norden einnehmende, grob etwa ovale und Südwest-Nordost liegende, Vorburganlage und die durch zwei Halsgräben getrennte viel kleinere Hauptburg, die sich als Spornburg steil über das Krebsbachtal erhebt.
Die Vorburg nimmt in ihrem Geviert mit rund 136 × 36 Metern den weitaus größten Teil des Bergplateaus ein. Östlich des nördlich gelegenen Zuganges sind noch die Grundmauern eines alten Turmes zu erahnen. Der nach Osten weiter abgetreppt aussehende Wall könnte noch weitere Befestigungen aufgenommen haben. 
Der Wall im Norden war durch einen Halsgraben vom höheren Zugangsplateau getrennt. Im Osten noch deutlich sichtbar, ist er am Zugang und nach Westen durch den neuzeitlichen Weg ins Krebsbachtal überformt. Die große, fast ebene Vorburg wird von einem heute mit Bäumen bestandenen Wall gesäumt. Zustand und geschichtete Lage großen gerundet wirkenden Steine der wallartigen Umgrenzung im Westen lässt auf einen vorgeschichtlichen Wall schließen. Im Osten der Vorburg ist dieser nicht mehr so sichtbar; hier sind im Südosten am auslaufenden Halsgraben zur Hauptburg mehrfach Reste der mittelalterlichen Befestigung nach Süden und Osten zu sehen. Das Innere der Vorburg ist heute eine wohl noch landwirtschaftlich genutzte Wiese und ohne bauliche Überreste. In der nordöstlichen Ecke der Vorburg befindet sich heute ein Grillplatz mit Sitzecke.

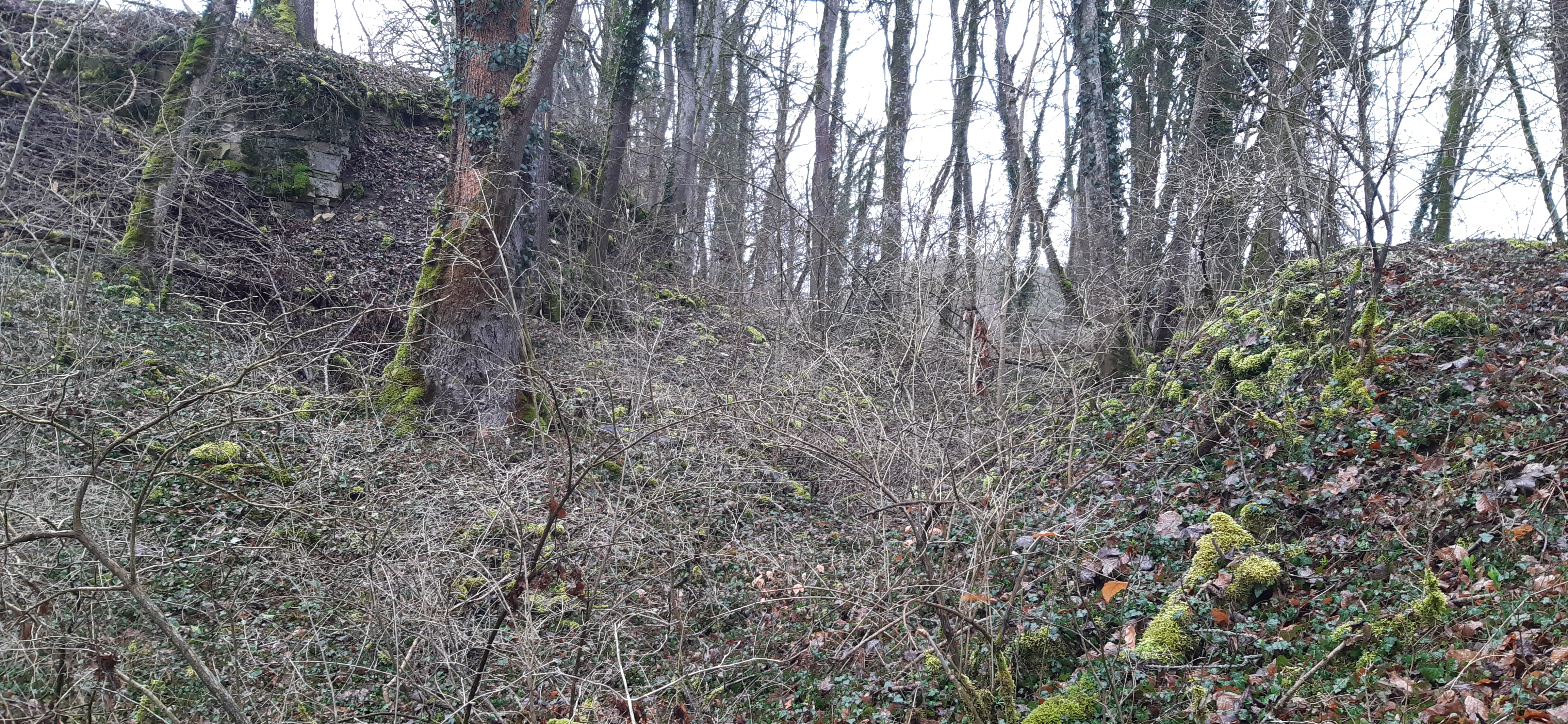
Blick nach Osten: links die Vorburg, mittig ein Arm des Halsgrabens, rechts: Zwischenstück
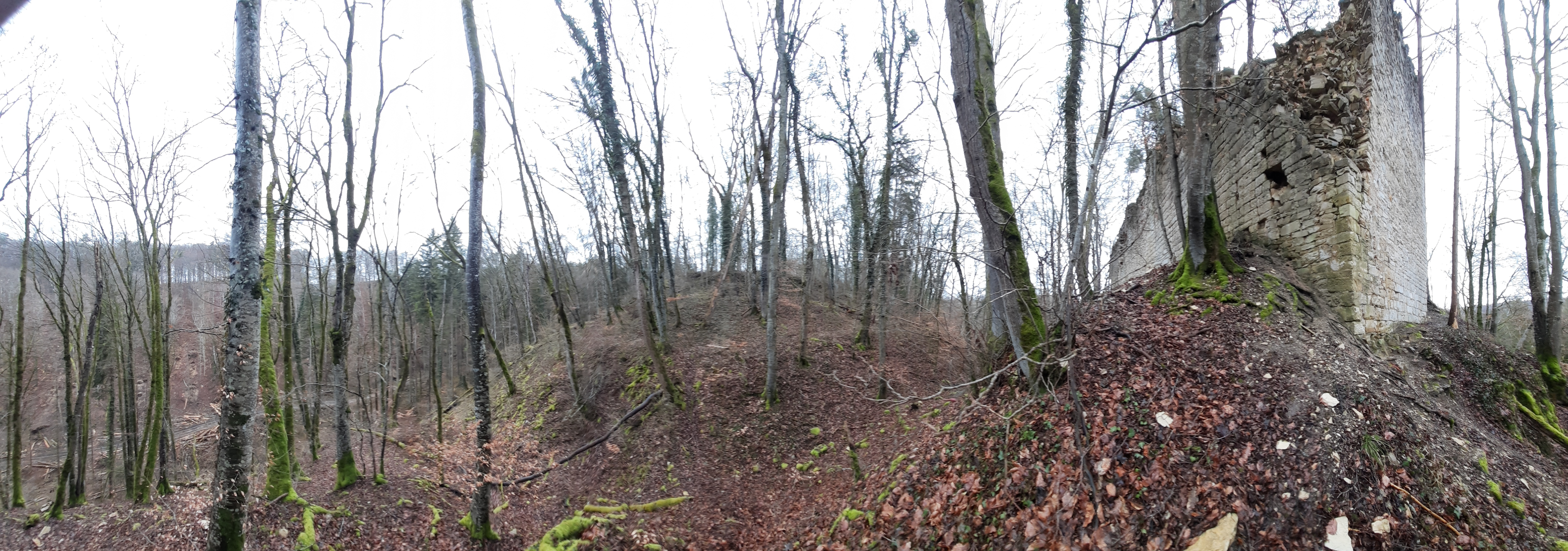
Panorama Ri. Norden: links: westl. Talweg, Mitte vorn: Halsgraben, dahinter Vorburg, Rechts: Ruine der Kernburg
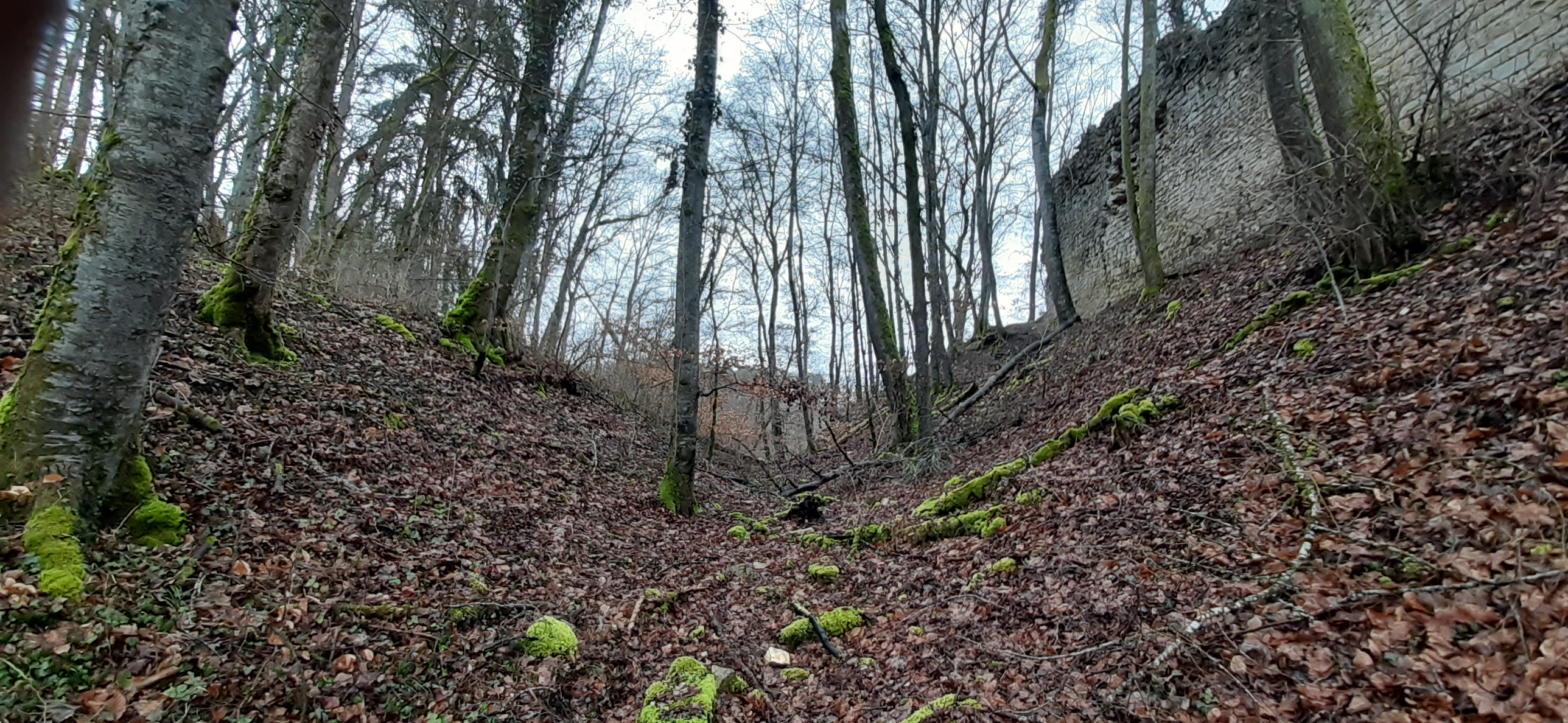
Ri. Osten: Links: Zwischenstück, Mitte: Halsgraben (Hauptteil), Rechts (Süden): Kernburg (Schildmauer Palas)
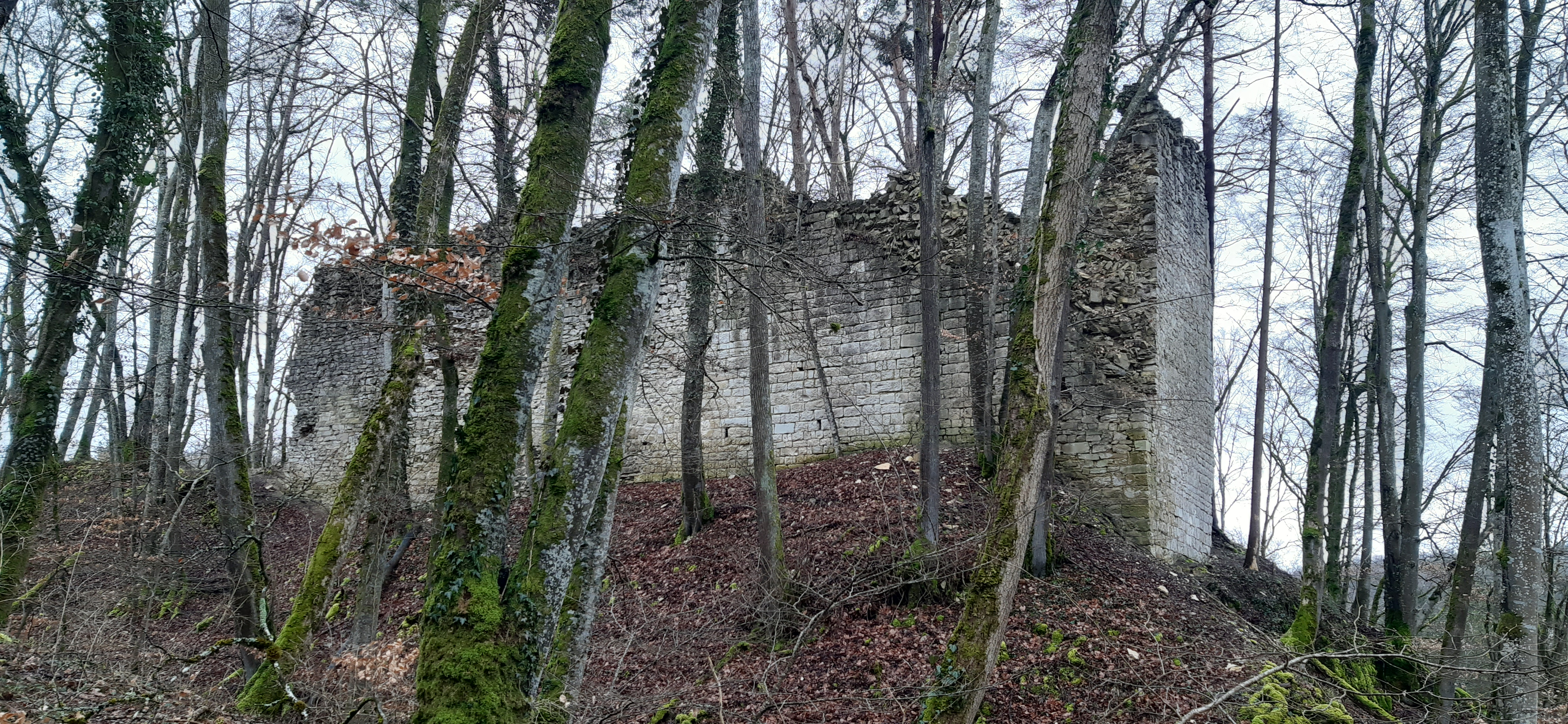
Blick über Halsgraben auf Palasruine der Spornburg (Kernburg)
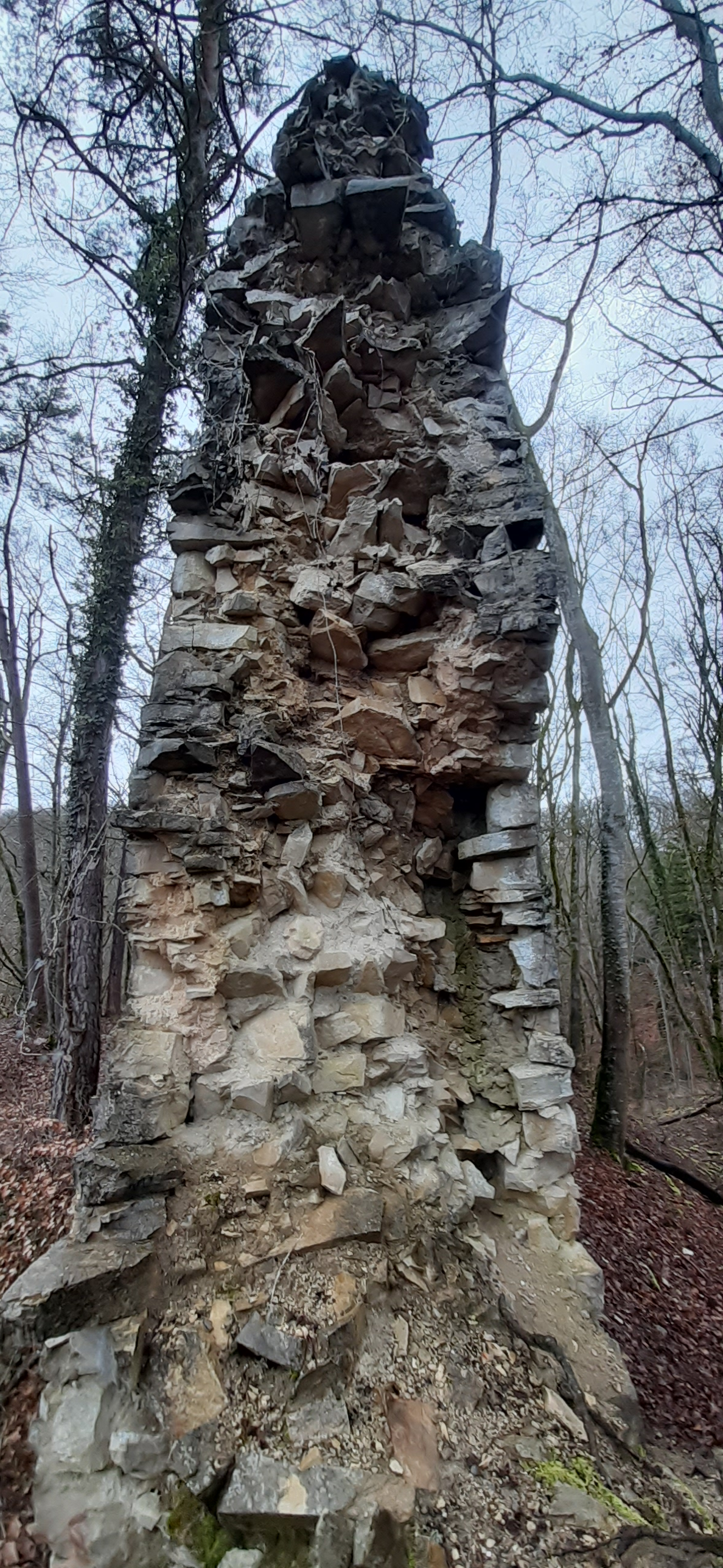
Aufbau der Palas-mauer

Quert man die Vorburg nach Südwesten, kann man am anderen Ende zwischen den Bäumen die auch heute noch beeindruckende Nordmauer des Palas der Hauptburg erkennen, die Ausmaße einer Schildmauer hat. Der Weg zum Palas führt durch einen tiefen Burggraben, der als V-förmiger doppelter Halsgraben angelegt ist, deren beide Enden ins Tal auslaufen und den Eindruck der Spornburg verstärken. Vermutlich nur im nordöstlichen Teil des südlichen Endes der Vorburg wird ein Zugang zur Hauptburg bestanden haben, die dann als doppelte Brücke über den Halsgraben geführt haben muss. Westlich davon war die Hauptburg durch die schildmauerartige Nordwand des Palas geschützt, östlich davon stand der Bergfried der Hauptburg, dessen Reste sich heute nur noch erahnen lassen. Die anderen Seiten der Hauptburg fallen steil zum Tal ab.

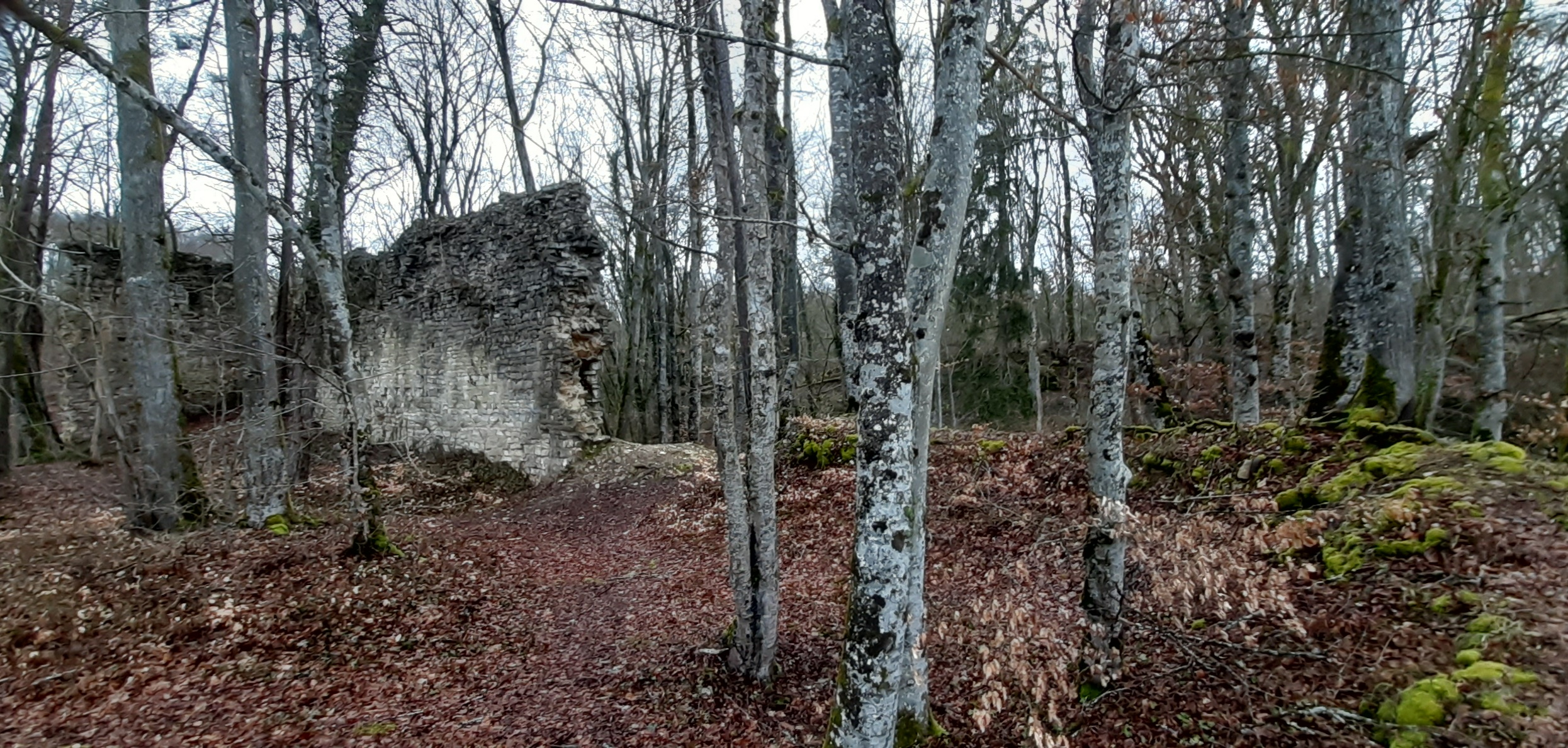
Blick über die Kernburg nach Norden
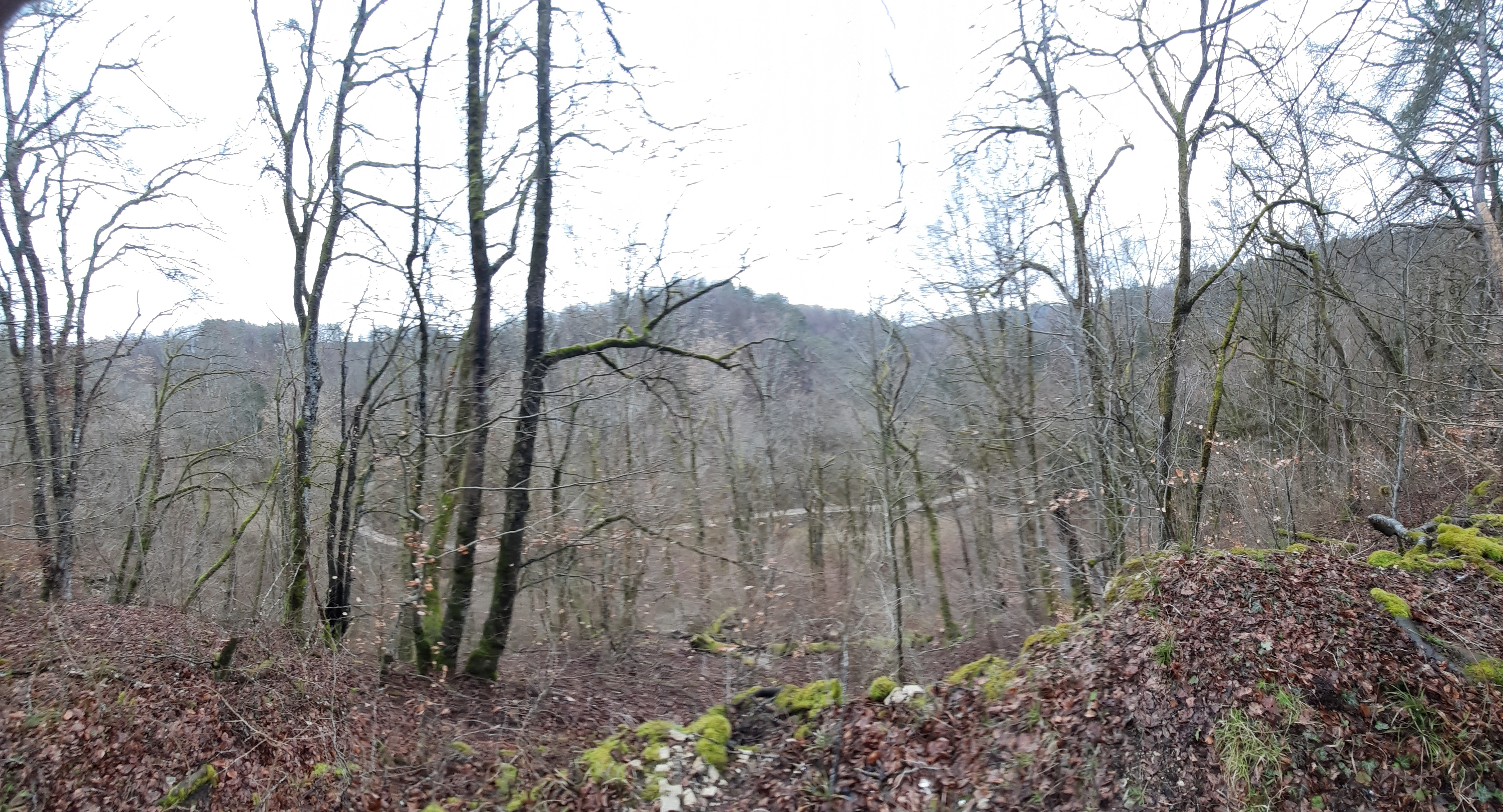
Von der Kernburg ins Krebsbachtal
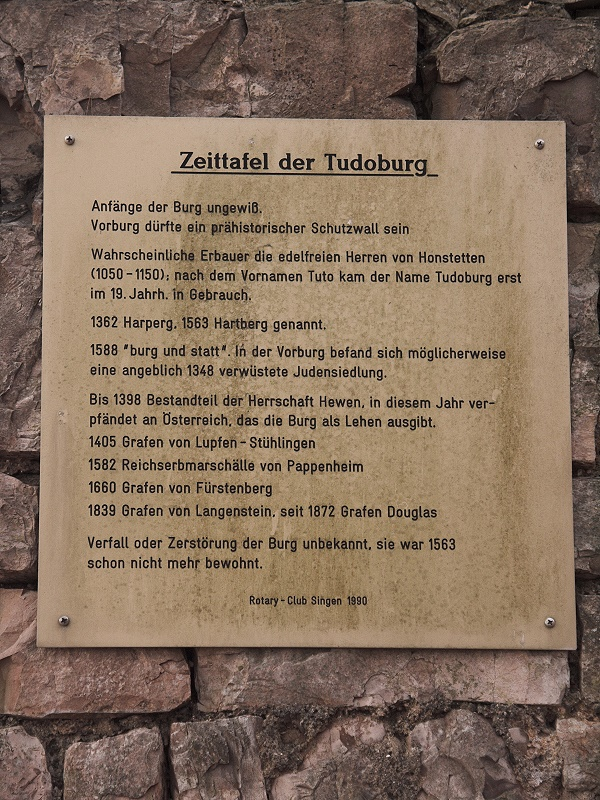
Infotafel an der Palas-ruine
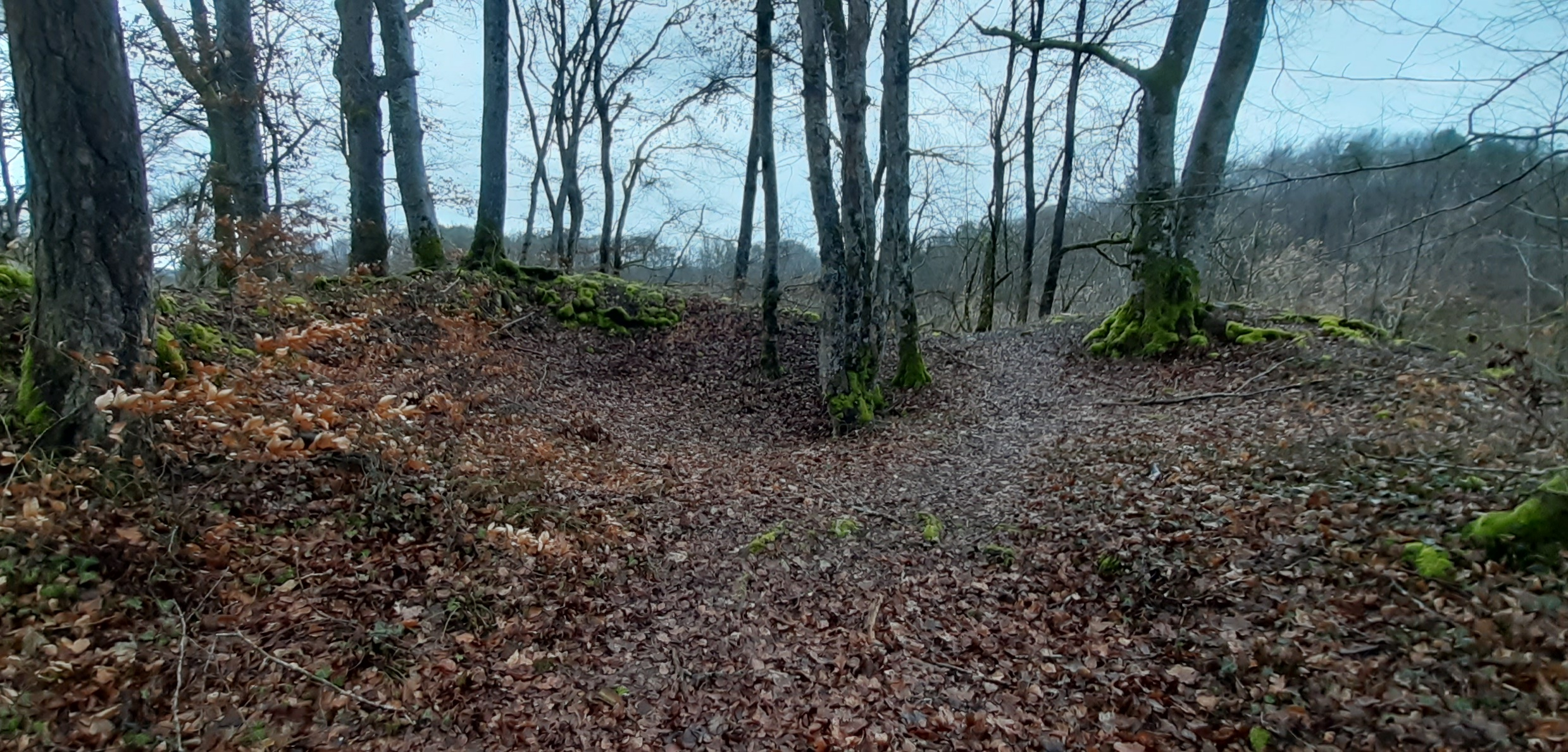
Osten der Kernburg: vermutlicher Standort des Bergfrieds
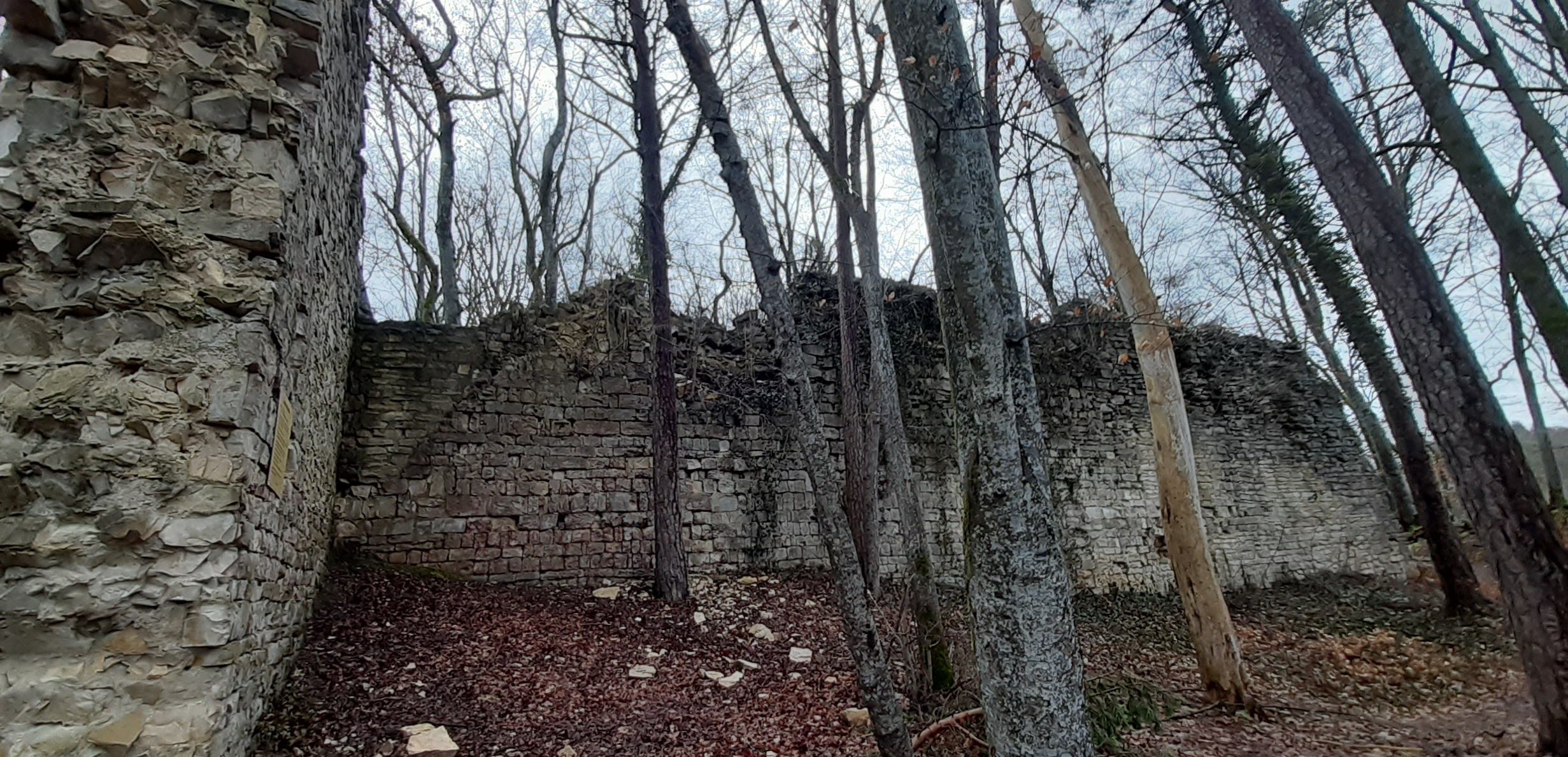
Palasruine von der Westseite